# Paulo Pereira (Handballtrainer)
Paulo Jorge de Moura Pereira (* 21. März 1965 in Amarante) ist ein portugiesischer Handballtrainer.

## Karriere
Paulo Pereira trainierte bereits in jungen Jahren die Kindermannschaft von CD Portugal. Ab 1994 war er Assistenztrainer bei Boavista Porto und ab 1999 beim FC Porto. In der Saison 2002/03 löste er Branislav Pokrajac als Cheftrainer ab. Mit Porto gewann er 2001/02, 2002/03, 2003/04 die Meisterschaft, 2005/06 den Pokal, 2002/03 den Supercup sowie 2003/04 und 2004/05 den Ligapokal. 2006 übernahm er den spanischen Zweitligisten CB Cangas, mit dem er den sechsten und den achten Platz in der Honor Plata belegte. 2008 wurde er Nationaltrainer Angolas. Mit der Auswahl gewann er 2010 die Handball-Afrikameisterschaft der Frauen. Zusätzlich war er 2008 Trainer der Frauenmannschaft von Atlético Sport Aviação (ASA) und von 2010 bis 2012 von CD Primeiro de Agosto, mit dem er 2012 die angolanische Meisterschaft und den Supercup gewann. 2013 übernahm Pereira die tunesische Frauen-Handballnationalmannschaft, mit der er die Handball-Afrikameisterschaft der Frauen 2014 errang. Mit dem tunesischen Verein Espérance Tunis gewann er 2015 den afrikanischen Pokal der Pokalsieger bei den Männern.
Seit 2016, mit Ausnahme von 2019, ist er Nationaltrainer der portugiesischen Männer-Handballnationalmannschaft, die er mit dem sechsten Platz bei der Europameisterschaft 2020 zum besten Ergebnis der Historie führte. Zudem nahm man daraufhin erstmals an den Olympischen Spielen teil, den Olympischen Spielen 2021 in Tokio, wo man den neunten Rang erreichte. Bei der Weltmeisterschaft 2025 schlug seine Auswahl im Viertelfinale die deutsche Mannschaft in der Verlängerung. Nach einer Niederlage im Halbfinale gegen den späteren Weltmeister Dänemark unterlag man im Spiel um Bronze knapp den Franzosen.
Von 2017 bis 2019 war er parallel Trainer des rumänischen Klubs CSM Bukarest, mit dem er im EHF Challenge Cup 2018/19 triumphierte. Im Juni 2022 übernahm er den kuwaitischen Verein al Kuwait SC, mit dem er im selben Monat die asiatische Champions League gewann. Seit Juli 2024 trainiert er den slowenischen Rekordmeister RK Celje. Zur Saison 2025/26 wird er den rumänischen Erstligisten Dinamo Bukarest übernehmen.